# Puente Don Manuel
Puente de Don Manuel es una localidad andaluza de la provincia de Málaga, España, situado en la comarca de la Axarquía. A 12 km de Vélez-Málaga, 15 km de Torre del Mar, 45km de Málaga y  78 km de Granada. Cuenta con un gran número de habitantes extranjeros de origen británico, alemán y belgas entre otros. 
Situado en un enclave estratégico de paso entre Málaga - Granada y dando los cruces de los pueblos de alrededor al Puente don Manuel cuenta con muchos negocios de todo tipo.  
Economía
Tiene sector fuerte inmobiliario con alquileres de viviendas tanto larga temporada como vacacional, compra-venta de inmuebles, negocios de todo tipo y servicios como: lavandería, gasolinera, supermercado nacional y británico, negocios de restauración, pajarería, guardería, ferretería, tienda de piscinas, oficinas, talleres, restaurante nacionales con comida caseras, restaurante chino, restaurantes hindú, cervecería, bares británicos, cooperativa de aceite de oliva, carnicería muy reconocida (embuaxarquia) hoteles rurales, casas rurales etc.
También un buen sector agrícola con cultivos de aguacates, mangos, olivos y cítricos.
Historia
Durante la época de colonización fenicia, se pusieron los cimientos de la Fortaleza de Zalía, pero fueron los árabes los que construyeron el actual castillo hasta que en 1485 fue conquistado por los Reyes Católicos.
No se conoce más datos relevantes hasta la llegada de la ocupación francesa (1810-1812) donde quedó reflejada en uno de los libros de difuntos que se guardan en el archivo de la parroquia.
El terremoto que asoló la zona norte de la Axarquía, el día de Navidad de 1884 ocasionó cuantiosas pérdidas humanas, de animales y casas. Durante la época del auge de la industria azucarera de Andalucía se instaló en el Puente Don Manuel el Ingenio Azucarero de los Torres Otero.